# Tečnový čtyřúhelník

Obecný (nesouměrný) tečnový čtyřúhelník

Čtyřúhelník, kterému je možné vepsat kružnici, označujeme jako tečnový.
Jeho strany jsou tečnami vepsané kružnice.

## Vlastnosti
Čtyřúhelník je tečnový, právě když má stejné součty délek protilehlých stran,
{\displaystyle a+c=b+d.}
Zavedeme-li poloviční obvod
{\displaystyle s={\frac {1}{2}}(a+b+c+d),}
pak pro obsah tečnového čtyřúhelníku platí
{\displaystyle S=\rho s},
kde {\displaystyle \rho } je poloměr vepsané kružnice.

## Příklady
Z definice je tečnovým čtyřúhelníkem každý dvojstředový čtyřúhelník.
Každý čtverec, kosočtverec či deltoid je souměrným tečnovým čtyřúhelníkem.